# 幸平一家
幸平一家（こうへいいっか）は、東京都板橋区大山金井町に本部を置く博徒系暴力団で、指定暴力団・住吉会の二次団体。

## 略歴
幕末の侠客「江古田幸平（えこだのこうへい）」こと藤沢幸平が結成した。
初代・藤沢幸平の家紋だった「下がり藤」を代紋として使用している。
十代目総長青田富太郎は、住吉会の前身組織である港会会長に襲名した。
山口組も戦闘力に一目置く、住吉会のなかでも武闘派として知られる組織である。
傘下の新宿や東中野などを仕切る堺組、加藤連合会、義勇会などは関東連合や怒羅権のOBの一部を組員に組み入れている。

## 縄張
池袋、上板橋、高田馬場、椎名町、江古田、沼袋、中野、中野新橋、新宿落合、早稲田、雑司ヶ谷、牛込、神楽坂、中井、目白、井草、宇都宮、旧二本木一家の埼玉地域

## 歴代総長
- 初代 - 藤沢幸平
- 二代目 - 矢島熊蔵
- 三代目 - 寺沢久太郎
- 四代目 - 浅井藤助
- 五代目 - 森田音次郎
- 六代目 - 足立勘助
- 七代目 - 高山寅吉
- 八代目 - 佐藤虎吉
- 九代目 - 本橋政夫
- 十代目 - 青田富太郎（港会会長）
- 十一代目 - 清水幸一
- 十二代目 - 築地久松
- 十三代目 - 加藤英幸（住吉会代表代理）

## 構成
- 総長 - 加藤英幸（住吉会副総裁）
- 総長代行 - 小坂 聡（新宿落合貸元・加藤連合会会長）
- 総長舎弟 - 佐藤鉄栄（上板橋貸元・佐藤睦会会長）
- 理事長 - 藤本政弘（高田馬場貸元・二代目大昇會会長）
- 幹事長 - 入里林一（早稲田貸元・幸友会会長）
- 本部長 - 青木健二（雑司ヶ谷貸元・青木会会長）
- 総長室長 - 金子君生（金子組組長）
- 事務局長 - 堺 俊二（沼袋貸元・中野新橋貸元・堺組組長）
- 幹事長補佐 - 金 亨東（東中野貸元・義勇会会長）
- 幹事長補佐 - 斉藤順平（池袋貸元・貴幸会長）
- 幹事長補佐 - 大和田孝義（狭山ヶ丘・小手指貸元・大和田会会長）
- 幹事長補佐 - 土屋和雄（瑞穂・箱根ヶ崎貸元・土屋総業組長）
- 幹事長補佐 - 藤田義明（牛込貸元・藤田組組長）
- 幹事長補佐 - 山口和人（江古田貸元・雄心会会長）
- 幹事長補佐 - 大崎 誠（神楽坂貸元・大崎組組長）
- 執行部 - 日比康永（入間貸元・日比睦会会長）
- 執行部 - 安藤 博（目白貸元・安藤組組長）
- 執行部 - 荒野薫山（入曽・堀兼貸元・荒野会会長）
- 執行部 - 堀内和男（井草貸元・堀内組組長）
- 総長付 - 渡辺英司（大昇會中野南責任者、渡辺組組長）
- 総長付 - 木本在成（中野北責任者・木本組組長）
- 総長付 - 木村一夫（元加治責任者・木村組組長）
- 総長付 - 小原康之（武蔵藤沢責任者・小原組組長）
- 総長付 - 引地章夫（引地組組長）
- 総長付 - 佐藤浩一（佐藤睦会理事長)
- 総長付 - 西川就司（小湊興業組長）
- 直参 - 本田元義（本田組組長）
- 直参 - 大波 豊（大豊会会長）
- 直参 - 小林邦夫（小林興業組長）
- 直参 - 葛城幸男（葛城組組長）
- 直参 - 長谷川清（長谷川組組長）
- 直参 - 土屋玉樹（土屋組組長）
- 直参 - 亀谷一義（亀谷組組長・北海道）
- 直参 - 土屋祐治郎（土屋組組長・浜松市）

## その他
- 2020年4月2日、組員が特殊詐欺に関係した容疑で逮捕されたことから、警視庁により組本部の家宅捜索が行われた（同容疑により、翌3日には住吉会本部事務所にも家宅捜索が行われた）[5]。